# Bominae
Bominae Simon, 1886 è una sottofamiglia di ragni appartenente alla famiglia Thomisidae.

## Descrizione
La chiave dicotomica di questa sottofamiglia rispetto alle altre è che questi ragni hanno le zampe corte e spesse, senza processi spinali di una certa entità, patella più lunga, estesa quasi come le tibie e più lunga dei metatarsi.

## Distribuzione
I 9 generi oggi noti di questa sottofamiglia sono diffusi prevalentemente in Africa (5 generi su 9), Asia (Boliscodes nel Vietnam e Boliscus in Asia orientale e Nuova Caledonia), e infine Australia (Corynethrix e Bomis).

## Tassonomia
A novembre 2013, la maggioranza degli aracnologi è concorde nel suddividerla in 9 generi:
1. Avelis Simon, 1895 - Sudafrica
2. Boliscodes Simon, 1909 - Vietnam
3. Boliscus Thorell, 1891 - Sri Lanka, Nuova Caledonia, Cina e dal Myanmar al Giappone
4. Bomis L. Koch, 1874 - India, Australia occidentale, Queensland
5. Corynethrix L. Koch, 1876 - Queensland, Nuovo Galles del Sud
6. Felsina Simon, 1895 - Africa occidentale
7. Holopelus Simon, 1886 - Africa centrale e meridionale, India, Sumatra, isola di Bioko, Sri Lanka
8. Parabomis Kulczynski, 1901 - Africa orientale, Namibia, Etiopia
9. Thomisops Karsch, 1879 - Africa, Cina